# Liste des monuments historiques de Perpignan
Ce tableau présente la liste de tous les monuments historiques classés ou inscrits dans la ville de Perpignan, Pyrénées-Orientales, en France.

## Liste
| Monument                                         | Adresse                                          | Coordonnées                      | Notice         | Protection     | Date            | Illustration                                     |
| ------------------------------------------------ | ------------------------------------------------ | -------------------------------- | -------------- | -------------- | --------------- | ------------------------------------------------ |
| Aqueduc des Arcades                              |                                                  | 42° 40′ 31″ nord, 2° 53′ 12″ est | « PA00104064 » | Classé         | 1984            | Aqueduc des Arcades                              |
| Campo Santo et chapelle Saint-Jean-l'Évangéliste |                                                  | 42° 42′ 01″ nord, 2° 53′ 51″ est | « PA00104089 » | Classé         | 1910            | Campo Santo et chapelle Saint-Jean-l'Évangéliste |
| Casa Xanxo                                       | 8 rue de la Main-de-Fer                          | 42° 41′ 56″ nord, 2° 53′ 50″ est | « PA00104083 » | Classé         | 1919            | Casa Xanxo                                       |
| Caserne Saint-Jacques                            | Rue de la Caserne-Saint-Jacques Rue Louis-Bausil | 42° 41′ 56″ nord, 2° 54′ 05″ est | « PA00104065 » | Inscrit        | 1983            | Caserne Saint-Jacques                            |
| Castillet                                        |                                                  | 42° 42′ 02″ nord, 2° 53′ 38″ est | « PA00104066 » | Classé         | 1889            | Castillet                                        |
| Cathédrale Saint-Jean-Baptiste                   |                                                  | 42° 42′ 02″ nord, 2° 53′ 49″ est | « PA00104067 » | Classé         | 1906            | Cathédrale Saint-Jean-Baptiste                   |
| Chapelle de Château-Roussillon                   | Traverse de la Chapelle                          | 42° 42′ 39″ nord, 2° 56′ 48″ est | « PA66000038 » | Inscrit        | 2012            | Chapelle de Château-Roussillon                   |
| Chapelle Notre-Dame-des-Anges                    | 40 rue Maréchal-Foch                             | 42° 41′ 47″ nord, 2° 53′ 28″ est | « PA00104068 » | Classé         | 1974            | Chapelle Notre-Dame-des-Anges                    |
| Cinéma le Castillet                              | 1 boulevard Wilson                               | 42° 42′ 05″ nord, 2° 53′ 39″ est | « PA66000004 » | Inscrit        | 1997            | Cinéma le Castillet                              |
| Couvent des Dames de Saint-Sauveur               | Impasse Émile-Zola                               | 42° 41′ 51″ nord, 2° 53′ 56″ est | « PA66000005 » | Inscrit        | 1997            | Couvent des Dames de Saint-Sauveur               |
| Couvent des Frères Prêcheurs                     | 8 rue Rabelais                                   | 42° 42′ 02″ nord, 2° 53′ 56″ est | « PA00104070 » | Classé         | 1977            | Couvent des Frères Prêcheurs                     |
| Couvent des Minimes                              | 24 rue François Rabelais                         | 42° 41′ 58″ nord, 2° 54′ 02″ est | « PA00104071 » | Inscrit        | 1988            | Couvent des Minimes                              |
| Couvent Sainte-Claire                            |                                                  | 42° 41′ 47″ nord, 2° 53′ 43″ est | « PA00104072 » | Classé Inscrit | 1988            | Couvent Sainte-Claire                            |
| Église des Carmes                                |                                                  | 42° 41′ 47″ nord, 2° 54′ 02″ est | « PA00104073 » | Classé         | 1906 1913       | Église des Carmes                                |
| Église de la Réal                                |                                                  | 42° 41′ 48″ nord, 2° 53′ 51″ est | « PA00104074 » | Classé         | 1983            | Église de la Réal                                |
| Église Saint-Jacques                             |                                                  | 42° 41′ 55″ nord, 2° 54′ 09″ est | « PA00104075 » | Classé         | 1987            | Église Saint-Jacques                             |
| Église Saint-Mathieu                             | Rue Grande-la-Monnaie                            | 42° 41′ 48″ nord, 2° 53′ 35″ est | « PA66000014 » | Inscrit        | 2003            | Église Saint-Mathieu                             |
| Église du Vieux-Saint-Jean                       |                                                  | 42° 42′ 03″ nord, 2° 53′ 48″ est | « PA00104076 » | Classé Inscrit | 1840 1956       | Église du Vieux-Saint-Jean                       |
| Hôtel Pams                                       | 18 rue Émile-Zola                                | 42° 41′ 52″ nord, 2° 53′ 54″ est | « PA00104077 » | Classé Inscrit | 1989 2017       | Hôtel Pams                                       |
| Hôtel Saint-Antoine                              | 11 rue de la Révolution-Française                | 42° 42′ 00″ nord, 2° 53′ 52″ est | « PA00104078 » | Inscrit        | 1965            | Hôtel Saint-Antoine                              |
| Hôtel de Senesterra                              | 7 rue du Théâtre                                 | 42° 41′ 55″ nord, 2° 53′ 48″ est | « PA00104084 » | Classé         | 1928            | Hôtel de Senesterra                              |
| Hôtel de ville                                   | Place de la Loge                                 | 42° 41′ 58″ nord, 2° 53′ 41″ est | « PA00104079 » | Classé         | 1886            | Hôtel de ville                                   |
| Immeuble                                         | 2 rue des Abreuvoirs                             | 42° 42′ 02″ nord, 2° 53′ 45″ est | « PA66000011 » | Inscrit        | 2001            | Immeuble                                         |
| Loge de mer                                      | Place de la Loge                                 | 42° 41′ 59″ nord, 2° 53′ 42″ est | « PA00104080 » | Classé         | 1840            | Loge de mer                                      |
| Magasin Aux Dames de France                      | Place de Catalogne                               | 42° 41′ 55″ nord, 2° 53′ 18″ est | « PA66000007 » | Inscrit        | 1999            | Magasin Aux Dames de France                      |
| Maison                                           | 3 rue des Fabriques-Nabot                        | 42° 42′ 00″ nord, 2° 53′ 38″ est | « PA00104081 » | Inscrit        | 1964            | Maison                                           |
| Maison Julia                                     | 2 rue des Fabriques-Nabot                        | 42° 41′ 59″ nord, 2° 53′ 39″ est | « PA00104082 » | Classé         | 1889            | Maison Julia                                     |
| Monument aux morts de 1914-1918 de Perpignan     | esplanade du Souvenir Français                   | 42° 42′ 09″ nord, 2° 53′ 55″ est | « PA66000055 » | Inscrit        | 18 octobre 2018 | Monument aux morts de 1914-1918 de Perpignan     |
| Hôtel Çagarriga (Muséum d'histoire naturelle)    | 12 rue Fontaine-Neuve                            | 42° 41′ 51″ nord, 2° 53′ 59″ est | « PA00104085 » | Inscrit        | 1964            | Hôtel Çagarriga (Muséum d'histoire naturelle)    |
| Oppidum gallo-romain de Ruscino                  | Château-Roussillon, commune de Perpignan         | 42° 42′ 42″ nord, 2° 56′ 55″ est | « PA00104086 » | Inscrit        | 1954            | Oppidum gallo-romain de Ruscino                  |
| Palais de justice Palais de la Députation        | Place de la Loge                                 | 42° 41′ 58″ nord, 2° 53′ 40″ est | « PA00104087 » | Classé         | 1886            | Palais de justicePalais de la Députation         |
| Palais des rois de Majorque                      |                                                  | 42° 41′ 38″ nord, 2° 53′ 45″ est | « PA00104069 » | Classé Inscrit | 1913 1935       | Palais des rois de Majorque                      |
| Pierre incrustée                                 | Rue Fontaine-de-Na-Pincarda Rue Foy              | 42° 41′ 56″ nord, 2° 53′ 53″ est | « PA00104088 » | Inscrit        | 1965            | Pierre incrustée                                 |
| Tour de Château-Roussillon                       | Chemin de la Tour-de-Château-Roussillon          | 42° 42′ 40″ nord, 2° 56′ 48″ est | « PA66000039 » | Inscrit        | 2012            | Tour de Château-Roussillon                       |
| Université amphithéâtre, cour, grille            | 1 rue du Musée                                   | 42° 41′ 53″ nord, 2° 53′ 57″ est | « PA66000010 » | Classé         | 2005            | Universitéamphithéâtre, cour, grille             |